# Filatopus nigripalpis
Filatopus nigripalpis är en tvåvingeart som först beskrevs av Van Duzee 1930.  Filatopus nigripalpis ingår i släktet Filatopus och familjen styltflugor. Inga underarter finns listade i Catalogue of Life.